# Michael Bates (Sealand)
Michael Bates (Westcliff-on-Sea, Essex, Reino Unido, 2 de agosto de 1952) es un autor y empresario británico. Es el actual príncipe de la micronación Sealand tras heredarlo después del fallecimiento de su padre Paddy Roy Bates.

## Biografía
Michael Bates nació el 2 de agosto de 1952. El 24 de diciembre de 1966, a la edad de 14 años, Michael se unió a su padre Roy en la ocupación del HM Fort Roughs, donde establecieron una estación de radio pirata. Michael dejó su internado para visitar la plataforma y terminó sin nunca más volver, llegando a afirmar: "Pensé que era una aventura de seis semanas, no de 34 años". El 2 de septiembre de 1967, Roy declaró la soberanía sobre la plataforma y trasladó a su familia permanentemente a Sealand, incluida su esposa Joan, su hijo Michael y su hija Penélope. Michael fue un partícipe clave en la batalla para recuperar la soberanía de Sealand luego de un intento de arrebatarle el control de la plataforma, que tuvo lugar en 1978.
Sobre si Sealand es un estado soberano, Bates declaró: "Nunca hemos pedido reconocimiento, y nunca hemos sentido la necesidad de pedir reconocimiento. No es necesario tener reconocimiento para ser un estado, solo hay que cumplir los criterios de la Convención de Montevideo, que son población, territorio, gobierno y la capacidad de negociar con otros estados. Podemos hacer y hemos hecho todas estas cosas. Hemos tenido la visita del embajador alemán en un momento para discutir algo: fue el reconocimiento de facto. Hemos tenido comunicación con el presidente de Francia hace muchos años, pero nunca hemos pedido reconocimiento y no creemos que lo necesitemos."
Bates reside en Westcliff-on-Sea, Essex, dentro del Reino Unido. Quería que sus tres hijos asistieran a escuelas inglesas. Es un "británico orgulloso" y considera tener doble nacionalidad.
Bates dirige una empresa de mariscos que cosecha berberechos principalmente para el mercado español. El negocio, llamado Fruits of the Sea, está dirigido por Bates y sus hijos James y Liam, y también tiene una hija llamada Charlotte. Los tres hijos están con su exesposa, Lorraine Wheeler. En 2017, el Príncipe Bates se puso en pareja con Mei Shi, una profesional y exmilitar del ejército chino.
En 2015, Bates publicó una memoria sobre sus experiencias con Sealand llamada "Principality of Sealand: Holding the Fort". Michael Bates expuso sobre su libro en Estuary 2016, un festival de arte, literatura, música y cine.
En septiembre de 2017, Bates celebró una cena para conmemorar el 50° aniversario de Sealand, declarando: "Quizás somos el estado menos exigente del mundo. No obligamos a nadie a adorar a ningún dios, ni seguir ninguna religión ni nada. Tal vez es por eso hemos durado tanto tiempo. ¡Espero estar para los próximos 50 años! "
El 20 de mayo de 2019, Michael Bates y Mei Shi se casaron en Hawái.

## Títulos y tratamientos
La familia Bates se ha autoconcedido el título de príncipe soberano de Sealand con el tratamiento de majestad (al considerar a Sealand un principado). Otros títulos, desde duque a títulos menores, se han concedido o vendido a interesados, y actualmente están a la venta y se pueden adquirir a través de la web oficial de la micronación.
| ● 1967-1999:     | Su majestad el príncipe heredero del Principado de Sealand |
| ● 1999-presente: | Su majestad el príncipe soberano del Principado de Sealand |